# Ancistrocerus haematodes
Ancistrocerus haematodes är en stekelart som först beskrevs av Gaspard Auguste Brullé 1840.  Ancistrocerus haematodes ingår i släktet murargetingar, och familjen Eumenidae.

## Underarter
Arten delas in i följande underarter:
- A. h. antelucanus
- A. h. rubropictus